# Boadin
Svatý Boadin byl irský benediktinský mnich.
Narodil se v Irsku a odešel do Francie, kde vstoupil do benediktinského kláštera. Dodržoval přísnou řeholi svatého Benedikta. Byl znám svou laskavostí.
Více informací o něm není známo. V současné době nevíme, ani kdy žil.
Jeho svátek se slaví 11. ledna.